# ネオ昭和
ネオ昭和（ネオしょうわ）とは、Z世代を中心に流行している昭和回願ブームを指す流行語である。

## 概要
ネオ昭和という言葉の発案者は、「昭和カルチャー」が好きな阪田マリン。
主に、昭和30年代から60年代までの昭和歌謡やアイドル、ポップカルチャー、昭和喫茶店、昭和旅館、昭和の花柄模様の炊飯器や冷蔵庫、アイロンなど、網羅するジャンルは幅広い。
Z世代の若者にとっては「古くて新しい」と受け止められ、昭和喫茶店のクリームフロートがインスタ映えスポットになったりもする。
令和6年現在、各企業も昭和レトロブームを受けてタイガー魔法瓶から創立100周年記念で花柄家電の「レトロ柄復刻シリーズ」や、家電メーカーから〝ラジカセ〟が新発売されるなど活況を呈している。また、光岡自動車からは〝昭和レトロな新型車〟M55が発売された。

## 特徴
ネオ昭和は、昭和を生きたことのないZ世代から見た、昭和の明るい面や可愛いモノ、ファッションなどに注目したものであり、昭和の学生運動やよど号事件、(戦時中に)日本軍が諸外国で行った蛮行、あさま山荘事件、教師による生徒への体罰、男尊女卑、所構わず喫煙、公害の深刻化といった、昭和の負の面には一切触れないことが特徴のひとつであり、その点を批判されたりもする。